# 帕特里奇特冰原島峰
75°42′S 140°20′W / 75.700°S 140.333°W
帕特里奇特冰原島峰（英語：Partridge Nunatak）是南極洲的冰原島峰，位於瑪麗伯德地，處於伊克斯山脈以南，海拔高度730米，美國地質調查局根據測量和該國海軍的空中照片繪入地圖，現時由南極條約體系管理。